# العباس بن الفضل بن الربيع
أبو الفضل العبَّاس بن الفضل بن الرَّبيع (توفي في حياة أبيه قبل 208هـ / 823م) هو أديب وشاعر ومسؤول عبَّاسي، وهو ابن الوزير والحاجب الشهير الفضل بن الربيع، وحفيد الحاجب الربيع بن يونس مولى الخليفة المنصور. تولى حجابة الخليفة الأمين لفترة.

## نسبه
هو العبَّاس بن الفضل بن الربيع بن يونس بن محمد بن عبد الله بن أبي فروة كيسان مولى عثمان بن عفان.

## سيرته
نشأ العباس في بيت رئاسة وسياسة، فجده الربيع بن يونس وأبوه الفضل بن الربيع من أشهر حجاب ووزراء الدولة العباسية. كان العباس أديبًا وشاعرًا. ولما استخلف محمد الأمين، فوض أمور وزارته إلى الفضل بن الربيع، وجعل ابنه العباس هذا حاجبًا له. مدحه الشاعر أبو نواس بعدة قصائد.

## شعره
يُنسب إليه شعر قاله عندما رأى أول شيبة في لحيته، رواه عنه مولى أبيه موسى بن بشير:

## وفاته
توفي العباس بن الفضل في حياة أبيه (الذي توفي حوالي 208هـ / 823م). حزن عليه أبوه الفضل بن الربيع حزنًا شديدًا، حتى امتنع عن الطعام والشراب والكلام، ولم يقبل عزاءً من أحد. استمر على هذه الحال حتى جاءه الشاعر أبو العتاهية ليعزيه، فوقف بين يديه وقال له مقولته الشهيرة: «الحمد لله الذي جعلنا نعزيك به ولم يجعلنا نعزيه عنك». تأثر الفضل بهذه الكلمات الموفقة وقال: «الحمد لله»، ثم طلب الطعام، فعاد إلى حالته الطبيعية.

### فهرس المنشورات
1. 1 2 3  البغدادي (2001)، ج. 14، ص. 14.
2. ↑  البغدادي (2001)، ج. 14، ص. 15.

### معلومات المنشورات كاملة
الكتب مرتبة حسب تاريخ النشر
- الخطيب البغدادي (2001)، تاريخ بغداد، تحقيق: بشار عواد معروف (ط. 1)، بيروت: دار الغرب الإسلامي، OCLC:49659164، QID:Q114815356